# Documento número 9
El Documento Número 9, conocido oficialmente como Comunicado sobre el estado actual de la esfera ideológica (en chino: 关于当前意识形态领域情况的通报, también conocido como Informe sobre la situación actual en el ámbito ideológico), es un documento interno confidencial ampliamente distribuido dentro del Partido Comunista de China en 2013 por la Oficina General del Partido Comunista de China. El documento se circuló por primera vez en julio de 2012. El documento advierte sobre 7 valores occidentales peligrosos, que supuestamente incluyen la libertad de prensa y la independencia judicial. Está prohibido enseñar sobre cualquiera de los siete temas. El documento se publicó en el contexto de las reformas económicas planificadas y el aumento de los llamamientos a la reforma política. Se ha descrito como una crítica de las "formas liberales de pensar".
El documento no fue puesto a disposición del público por el Partido Comunista ni por ninguna rama del gobierno chino, pero en julio de 2013 supuestamente fue filtrado por la periodista disidente china Gao Yu, quien a su vez fue sentenciada a 7 años de prisión por "filtrar secretos de estado".
No está claro si este documento es la política oficial china o simplemente una facción dentro del partido. Sin embargo, The New York Times sugiere que "lleva el inconfundible sello de Xi Jinping". Se cree que el Documento n.º 9 fue emitido por la Oficina General del Comité Central y habría requerido la aprobación del Secretario General del PCCh, Xi Jinping, y otros líderes de alto nivel.
El documento se ha descrito como un comunicado o circular. El nombre del documento (Documento número 9), como se le conoce comúnmente en la prensa angloparlante occidental, proviene del hecho de que fue el noveno documento de este tipo emitido ese año en China.

## Contenido
El documento es muy crítico de lo que puede describirse en términos generales como "valores occidentales". El documento critica los ideales "extremadamente maliciosos" que se difunden en la sociedad china, como las ideas de democracia constitucional (occidental), sociedad civil, valores universales (libertad, democracia y derechos humanos), neoliberalismo y libertad de prensa (descrito como los "valores de las noticias occidentales"). El documento advierte que tales temas socavan el control del Partido Comunista Chino sobre la sociedad china. El documento también promueve formas de abordar estos problemas, que incluyen la "adhesión inquebrantable al principio del control de los medios por parte del Partido".

### Preludio
El preludio de este documento hace referencia a un artículo de 2012 y plantea 6 desafíos que enfrenta China para afirmar el control sobre su ideología, al tiempo que identifica varias rutas por las cuales las fuerzas hostiles occidentales podrían subvertir la ideología china.
1) La penetración cultural de las fuerzas hostiles occidentales amenaza la seguridad de la ideología. Hay 3 formas principales de penetración cultural:
- La primera es la propaganda cultural directa, es decir, el uso de medios modernos para la penetración ideológica a largo plazo.
- La segunda es utilizar los bienes culturales como portador para infiltrar los diversos valores de Occidente en el público, entendiéndose como bienes culturales el conjunto de películas, novelas, bienes comerciales y otros bienes que podrían ser subvertidos por las fuerzas hostiles occidentales.
- La tercera es infiltrar los valores occidentales en las élites sociales, como los académicos e intelectuales de alto nivel, al amparo de intercambios educativos y académicos.

2) Varios pensamientos sociales apuntan a obstaculizar o subvertir la identificación autorizada de la ideología dominante de China.
3) El colapso de la Unión Soviética y la caída del comunismo en Europa del Este han minado la creencia en la ideología dominante de China.
4) El tema del desarrollo y el objetivo de la modernización han restado importancia a la oposición entre ideologías, es decir, oposición entre el sistema occidental de democracia liberal y el sistema chino de "socialismo con características chinas", que por implicación se oponen irrevocablemente.
5) Las diversas orientaciones de valores tienen un impacto negativo en la ideología dominante de China.
6) Las redes de información representan un desafío para el control de la ideología.

### Los 7 problemas notables
El documento aborda específicamente los siguientes temas que se consideraron problemas. El documento los menciona como:
1) Promoción de la democracia constitucional occidental: un intento de socavar el liderazgo actual y el sistema de gobierno del "socialismo con características chinas", incluyendo la separación de poderes, el sistema multipartidista, las elecciones generales y los poderes judiciales independientes.
2) Promoción de los “valores universales” en un intento por debilitar los fundamentos teóricos de la dirección del Partido, cuestionando que "los valores de Occidente son la norma predominante para toda la civilización humana" y que "sólo cuando China acepte los valores occidentales tendrá futuro".
3) Promoción de la sociedad civil en un intento de desmantelar la base social del partido gobernante. Es decir, que los derechos individuales son primordiales y deben ser inmunes a la obstrucción por parte del estado.
4) Promoción del neoliberalismo, intentando cambiar el sistema económico básico de China en favor de liberalización económica sin restricciones, privatización completa y mercantilización total.
5) Promoción de la idea occidental del periodismo, desafiando el principio de China de que los medios y el sistema editorial deben estar sujetos a la disciplina del Partido.
6) Promoción del nihilismo histórico, intentando socavar la historia del PCCh y de la Nueva China. (Por ejemplo, negar el valor científico y rector del pensamiento de Mao Zedong).
7) Cuestionamiento de la Reforma y la Apertura y el carácter socialista del socialismo con características chinas. (Por ejemplo, decir "Nos hemos desviado de nuestra orientación socialista").

## Análisis
Según el análisis de noticias de un reportero de The New York Times, el énfasis en la disciplina política tiene como objetivo evitar la oposición de izquierda, o maoísta, a las reformas económicas necesarias para evitar la división que resultó en la Unión Soviética durante los esfuerzos de reforma de Gorbachov cuando la libertad de los medios resultó en publicación de gran cantidad de material histórico crítico y alienación de la masa de trabajadores del partido.